# مومچیلو کراییشناک
مومچیلو کراییشناک (بوسنیایی: Momčilo Krajišnik؛ زادهٔ ۲۰ ژانویهٔ ۱۹۴۵ – درگذشته ۱۵ سپتامبر ۲۰۲۰) یک سیاست‌مدار اهل بوسنی و هرزگوین بود. وی به‌همراه رادوان کاراجیچ حزب دموکراتیک صرب بوسنی و هرزگوین را تأسیس نمود.
وی در سال ۲۰۰۶ توسط دادگاه بین‌المللی کیفری یوگسلاوی سابق به جرم جنایت علیه بشریت در جریان جنگ بوسنی به ۲۰ سال زندان محکوم شد اما در ۱ سپتامبر ۲۰۱۳ آزاد شد.
مومچیلو کراییشناک در ۱۵ سپتامبر ۲۰۲۰، بر اثر ابتلا به بیماری کروناویروس ۲۰۱۹ در سن ۷۵ سالگی درگذشت.